# Protea
- Commons
- Wikispecies

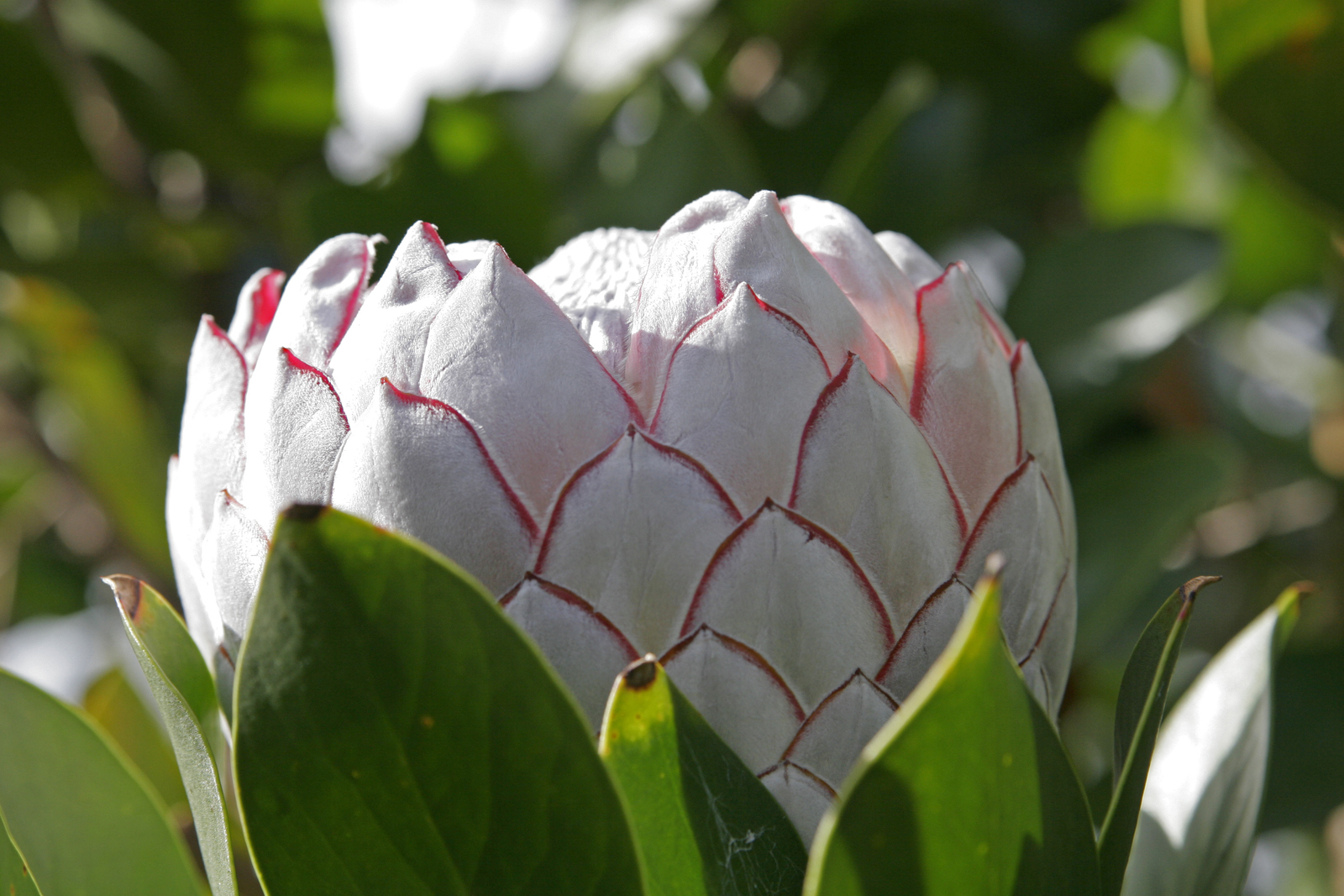
Protea cynaroides

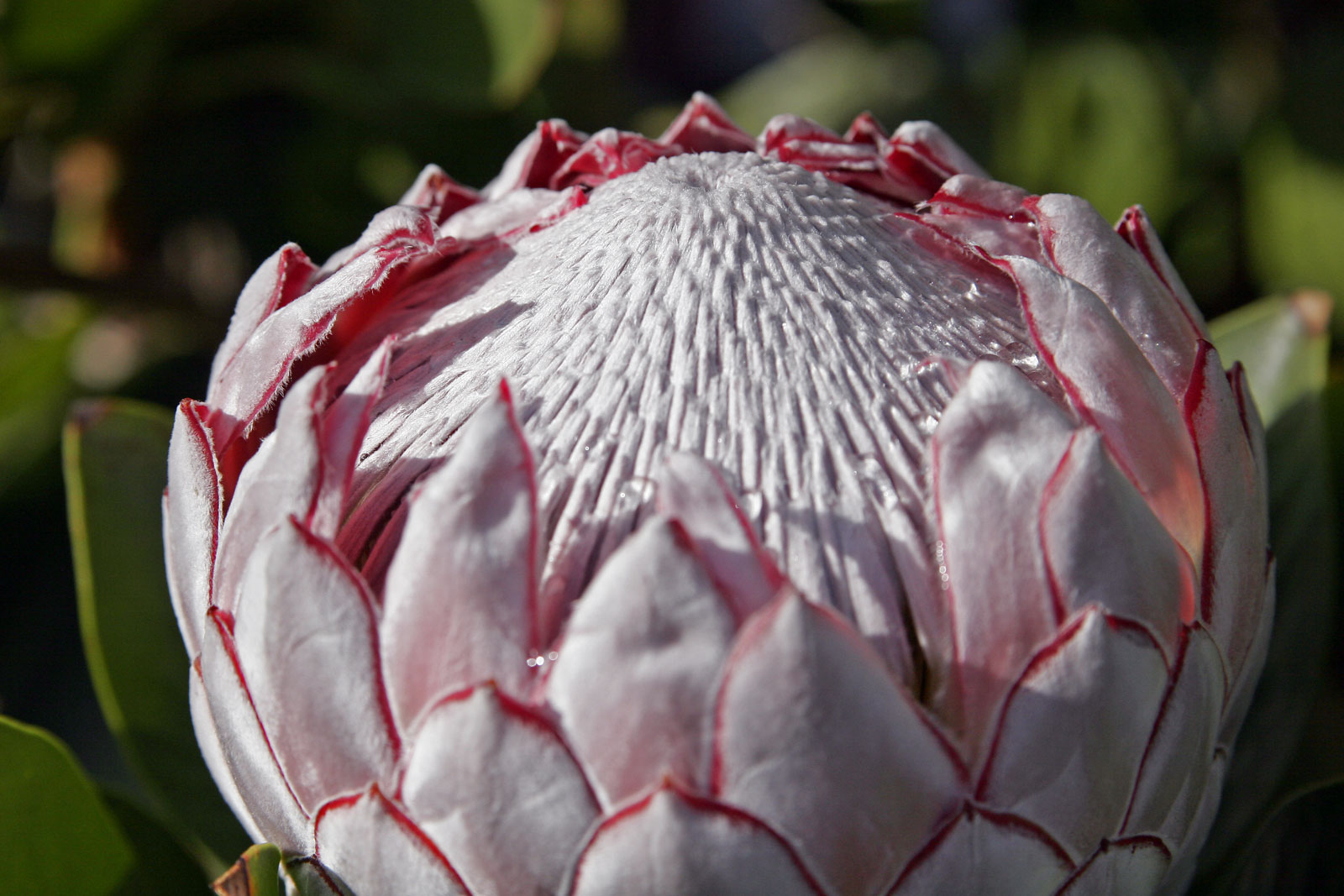
Protea cynaroides

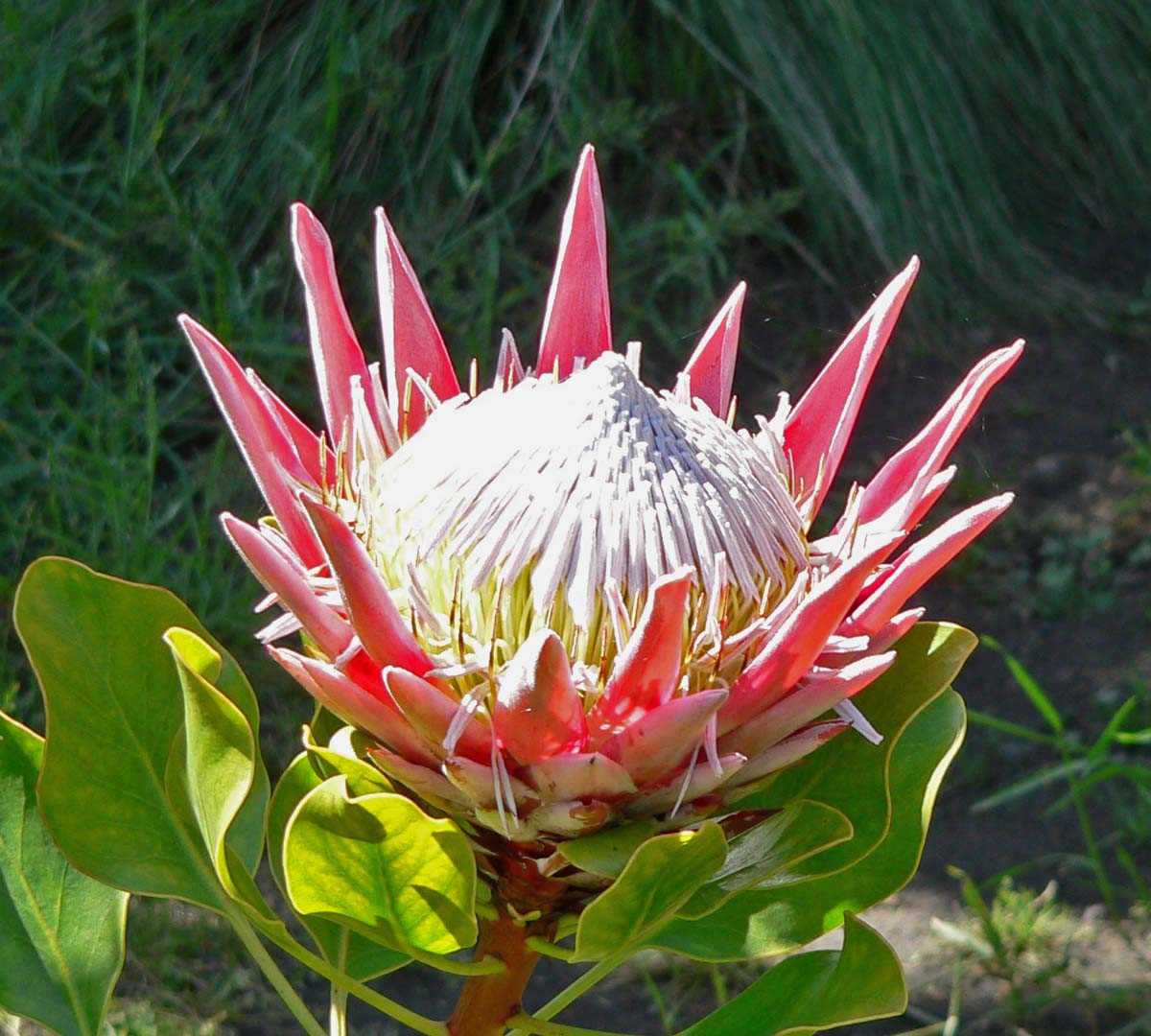
Protea cynaroides

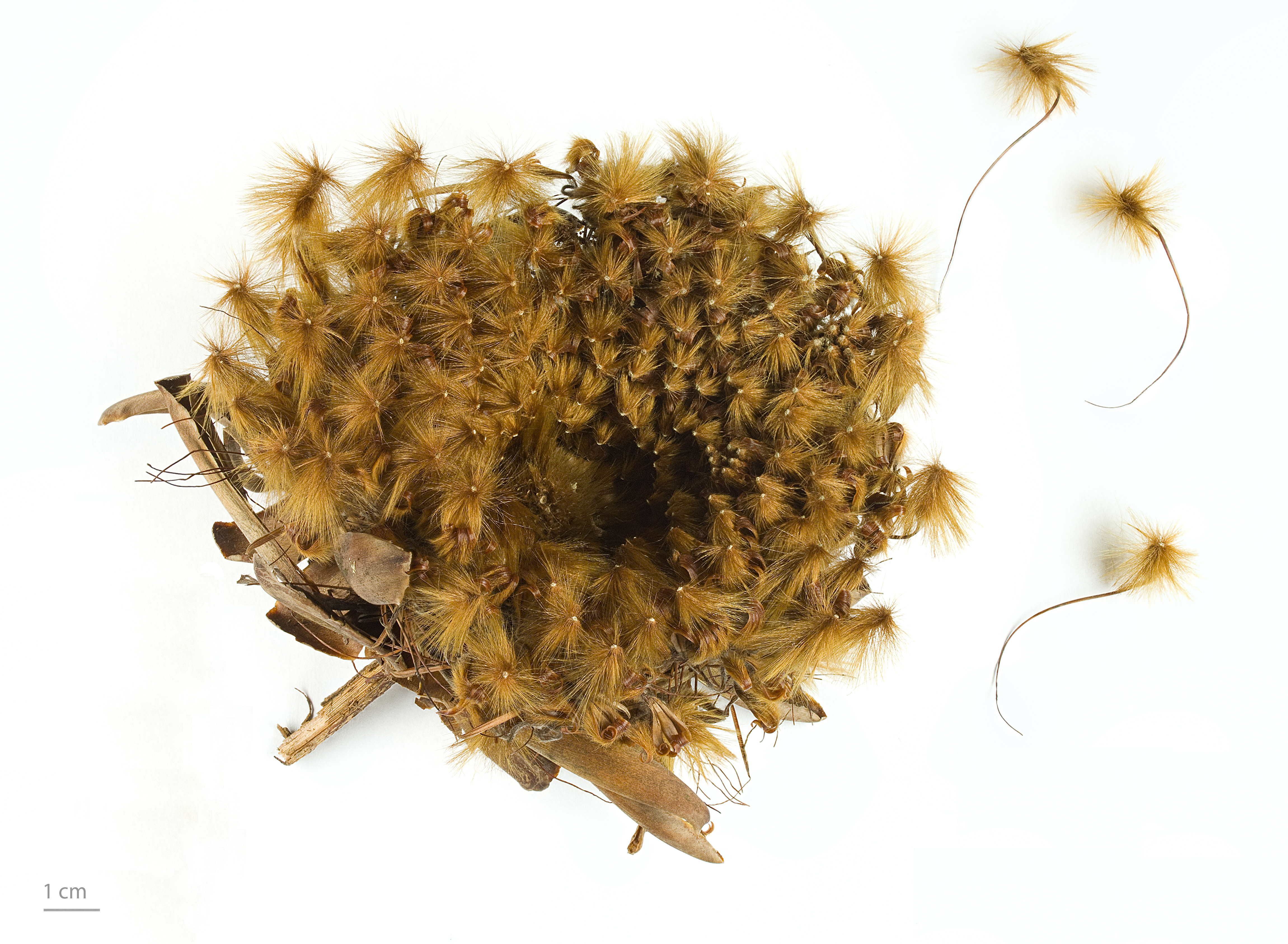
Protea madiensis - MHNT

Protea L. é um género botânico pertencente à família Proteaceae.

## Sinonímia
- Erodendrum Salisb.
- Lepidocarpus Adans.
- Pleuranthe Salisb. ex Knight

## Principais espécies
| - Protea secção Leiocephalae - Protea caffra - Protea dracomontana - Protea glabra - Protea inopina - Protea nitida - Protea nubigena - Protea parvula - Protea petiolaris - Protea rupicola - Protea simplex - Protea secção Paludosae - Protea enervis - Protea secção Patentiflorae - Protea angolensis - Protea comptonii - Protea curvata - Protea laetans - Protea madiensis - Protea rubropilosa - Protea rupestris - Protea secção Lasiocephalae - Protea gaguedi - Protea welwitschii - Protea secção Cristatae - Protea asymmetrica - Protea wentzeliana - Protea secção Cynaroidae - Protea cynaroides - Protea secção Paracynaroides - Protea cryophila - Protea pruinosa - Protea scabriuscula - Protea scolopendriifolia - Protea secção Ligulatae - Protea burchellii - Protea compacta - Protea eximia - Protea longifolia - Protea obtusifolia - Protea pudens - Protea roupelliae - Protea susannae - Protea secção Melliferae - Protea aristata - Protea lanceolata - Protea repens - Protea secção Obvallatae - Protea caespitosa | - Protea secção Speciosae - Protea coronata - Protea grandiceps - Protea holosericea - Protea laurifolia - Protea lepidocarpodendron - Protea lorifolia - Protea magnifica - Protea neriifolia - Protea speciosa - Protea stokoei - Protea secção Exsertae - Protea aurea - Protea lacticolor - Protea mundii - Protea punctata - Protea subvestita - Protea venusta - Protea secção Microgeantae - Protea acaulos - Protea convexa - Protea laevis - Protea revoluta - Protea ungustata - Protea secção Crinitae - Protea foliosa - Protea intonsa - Protea montana - Protea tenax - Protea vogtsiae - Protea secção Pinifolia - Protea acuminata - Protea canaliculata - Protea nana - Protea pityphylla - Protea scolymocephala - Protea witzenbergiana - Protea secção Craterifolia - Protea effusa - Protea namaquana - Protea pendula - Protea recondita - Protea sulphurea - Protea secção Subacaules - Protea aspera - Protea denticulata - Protea lorea - Protea piscina - Protea restionifolia - Protea scabra - Protea scorzonerifolia |

- Lista completa

## Classificação do gênero
| Sistema | Classificação                      | Referência               |
| ------- | ---------------------------------- | ------------------------ |
| Linné   | Classe Tetrandria, ordem Monogynia | Species plantarum (1753) |